# La fedeltà premiata
La fedeltà premiata (La fidelidad recompensada) es una ópera en tres actos de Joseph Haydn que se estrenó en Eszterháza el 25 de febrero de 1781 para conmemorar la reapertura del teatro de la corte después de un incendio. Fue revisada para una nueva versión estrenada en 1782. 

## Historia

Título de la página del libretto, Eszterháza 1782.

El principal teatro de ópera anexo al palacio de Eszterháza quedó destruido por un incendio en noviembre de 1779; La fedeltà premiata, compuesta en 1780, inauguró el nuevo teatro de vanguardia en los terrenos que se iauguró después de grandes retrasos 15 meses. La ópera se escribió durante el período más prolífico de la composición operística de Haydn entre 1773 y 1783 cuando él compuso ocho óperas italianas.
El libreto fue adaptado por Haydn y un colega anónimo a partir del de Giambattista's Lorenzi L'infedeltà fedele, que había musicado Cimarosa en 1779. Haydn tuvo acceso a la partitura de Cimarosa, aunque el dialecto napolitano y las groseras bromas se quitaron y los nueve personajes en la anterior composición quedaron reducidos a ocho al unir dos roles femeninos. En su versión revisada y acortada, La fedeltà premiata recibe el nombre de dramma pastorale giocoso (una ópera cómica con elementos pastorales).
La ópera se repuso dos veces en Eszterháza después de 1782. En diciembre de 1784, Mozart acudió a una producción en alemán en el Theater am Kärntnertor en Viena, obra de su futuro colaborador Emanuel Schikaneder. La influencia que ejerció sobre Mozart es innegable, como se ve en algunos motivos temáticos que demuestran la profunda impresión que produjo en el genio Salzburgués (motivos que reaparecen en Don Giovanni, La Flauta Mágica o el concierto para piano n.º 27). Sin embargo, después de algunas interpretaciones en Presburgo en 1785–87, como ocurrió con todas las óperas de Haydn, desapareció completamente de la escena después de su muerte. Sin duda su aislamiento en Eszterháza limitó la difusión de sus grandes óperas. 
En 1958, la BBC retransmitió extractos de un manuscrito incompleto. La primera representación moderna tuvo lugar en el Festival de Holanda en 1970 y la primera grabación completa la hizo Philips en 1976 en asociación con la Radio Suisse Romande y la Unión Europea de Radiodifusión. La producción escénica de Glyndebourne de 1979 iba a ser grabada por Southern Television.
La ópera se estrenó en Múnich en el Teatro de Cuvilliés el 25 de marzo de 2011 – 230 años después del Idomeneo de Mozart, su exacto contemporáneo, estrenado en ese local. Christopher Ward dirigió una interpretación por la Orquesta Estatal de Baviera y cantantes de la Ópera Estatal de Baviera.
Esta ópera rara vez se representa en la actualidad; en las estadísticas de Operabase aparece con 19 representaciones en el período 2008-2018.

## Personajes
| Personajes                                                    | Tesitura                           | Elenco del estreno 25 de febrero de 1781 (Director: Joseph Haydn) | Elenco de la versión revisada septiembre de 1782 (Director: Joseph Haydn) |
| ------------------------------------------------------------- | ---------------------------------- | ----------------------------------------------------------------- | ------------------------------------------------------------------------- |
| Celia, su auténtico nombre es Fillide                         | mezzosoprano (1781) soprano (1782) | Maria Jermoli                                                     | Metilda Porta                                                             |
| Fileno, amante de Fillide                                     | tenor                              | Guglielmo Jermoli                                                 | Antonio Specioli                                                          |
| Amaranta, una dama vana y arrogante                           | soprano                            | Teresa Taveggia                                                   | Maria Antonia Specioli                                                    |
| Conde Perruchetto, un conde extravagante                      | bajo                               | Benedetto Bianchi                                                 | Vincenzo Moratti                                                          |
| Nerina, una ninfa enamorada de Lindoro                        | soprano                            | Costanza Valdesturla                                              | Costanza Valdesturla                                                      |
| Lindoro, hermano de Amaranta                                  | tenor                              | Leopold Dichtler                                                  | Leopold Dichtler                                                          |
| Melibeo, Sumo sacerdote, enamorado de Amaranta                | bajo                               | Antonio Pesci                                                     | Domenico Negri                                                            |
| Diana                                                         | soprano                            | Costanza Valdesturla                                              |                                                                           |
| Ninfas y pastores, cazadores y cazadoras, seguidores de Diana |                                    |                                                                   |                                                                           |

## Contexto histórico
La ópera es el género desde el cual se ha ejercido preferentemente la crítica social; desde la “Serva Padrona” de Pergolesi, en la segunda mitad del siglo XVIII, este ejercicio de denuncia social va en aumento, las ideas de “La Ilustración” calan en el ambiente y los artistas se convierten en los principales propagadores de los nuevos ideales de justicia social y dignidad laboral. Haydn con su sentido inquebrantable de la justicia y la dignidad en relación con las clases más desfavorecidas, de las que él mismo provenía, utiliza el género para reivindicar estos valores, delante incluso de sus propios patrones, y no se amedrenta ante la posibilidad del despido, que supondría su ruina personal.
Con gran astucia comienza a rebelarse ante las duras condiciones de trabajo propias y de sus músicos y realiza la primera “protesta sindical” de la historia de la música, su célebre Sinfonía n.º 45 “Los adioses”, obra que coloca al príncipe Esterházy en una embarazosa situación que se resuelve a favor de Haydn y sus músicos, no pudiendo resistirse ante semejante genialidad.
De aquí en adelante no titubeará en volver a hacerlo con la misma elegancia y contundencia musical en sus óperas, llenas de elementos de crítica hacia el poder absoluto de los monarcas de la época, los abusos de la aristocracia, las peregrinas costumbres sociales, los manejos de la iglesia, los matrimonios de conveniencia, las relaciones posesivas, los celos enfermizos; todo un desfile temático que expone frente a sus mecenas, a través de las peripecias de unos personajes de carne y hueso inmersos en sus pasiones y enredos que convierten a sus óperas en verdaderos mensajes de humanidad.
“La Fedeltà Premiata” destaca en este aspecto de crítica social, dirigida en este caso hacia la iglesia, en un feroz ataque contra las intrigas, ambiciones y abusos que él consideraba impropios de una institución que tenía que estar al servicio de los creyentes, de los valores universales y la verdad. Personificada la institución religiosa en la figura del sacerdote Melibeo, esta ópera pone de manifiesto cómo una supuesta ley divina, unida a la superstición y el miedo, pueden llevar a toda una comunidad al paroxismo.
Haydn utiliza un lenguaje en el que el dramatismo se mezcla con la comedia y el esperpento, consiguiendo una fusión de registros y sentimientos insuperable, revelándonos la verdadera condición humana y sus contradicciones. La salvación ya solo puede obrarse por medio de la razón y la comprensión madura del verdadero mensaje religioso. Estos valores sitúan a Haydn en la cúspide del movimiento artístico “liberal e ilustrado”, convirtiéndolo en el gran músico moderno que asumió las grandes conquistas de este movimiento y su pensamiento revolucionario.

## Música
Esta ópera es un alarde de lirismo y energía, la música mantiene un pulso firme y está llena de contrastes e innovaciones; ya desde la famosa obertura intuimos el ritmo trepidante de la obra. Es un dramma giocoso de ambiente pastoral, el tono de la ópera oscila entre lo bufo hilarante hasta lo serio con tintes muy dramáticos, los personajes se muestran ambiguos y contradictorios, muy alejados de los estereotipos tradicionales. Como se dijo, el lirismo y la energía caracterizan a esta ópera, dos elementos que pueden parecer antagónicos o contradictorios, pero en manos del indomable e imprevisible Haydn se convierten en cooperantes eficaces para mantener la tensión hasta el final; la energía no decae en ningún momento y el lirismo alcanza nuevas cotas situando a esta obra entre lo mejor que ha dado el género lírico en el s.XVIII, no olvidemos que el genio de Rohrau ha sido uno de los grandes melodistas de la historia. 
Acto 1º
La obertura, en compás de 6/8, es un imponente movimiento orquestal del género "de caccia" (caza) con sus fanfarrias de trompas y trompetas, de ritmo frenético y vitalidad desbordante. Esta famosa pieza nos prepara magistralmente para el ambiente pastoral que impera a lo largo de la obra. En los últimos compases la orquesta se va apagando poco a poco, en un sutil diminuendo que enlaza con la introduzzione.  

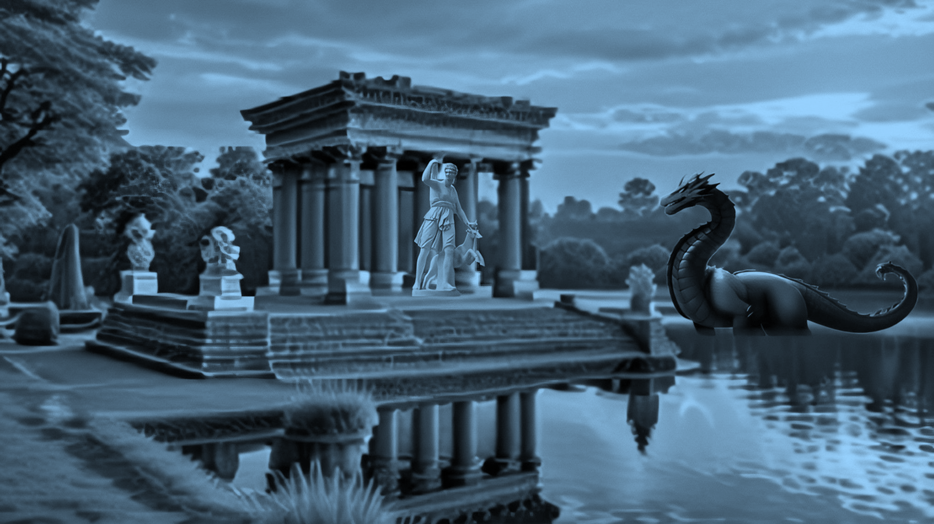
Templo de Cumas con la diosa Diana y el Monstruo del lago (recreación)

La Introduzzione es una amplia escena, en la que alterna un terceto de solistas con el coro, en una alabanza a la diosa Diana. Antes de acabar el primer coro se produce una brusca interrupción y Haydn Intercala un recitativo accompagnato y un hermoso arioso de Amaranta (Prendi, prendi o Diana) que, cual sacerdotisa a lo "Norma" de Bellini, esconde sus verdaderas intenciones. Vuelve el coro del pricipio, en versión abreviada y conclusiva y finaliza la escena. Esta estructura original y moderna es solo el preámbulo de las numerosas novedades que aparecen a lo largo de la partitura. Ya veremos como las interrupciones y las pausas dramáticas jugarán un papel importante a lo largo de los 3 actos. 
Las arias que se suceden son el motor de la ópera y mantienen un ritmo tonificante, muy alejado de las óperas de la época, más estáticas. En ellas la caracterización de personajes sitúa a Haydn en la cúspide de su época, creando retratos llenos de vida y también de contradicciones, muy en línea con la psicología moderna.
El primer personaje en ser descrito es Lindoro, hermano de la arrogante Amaranta. Su aria “Già mi sembra di sentire” en La mayor y en compás de 6/8 es de estilo popular, caracteriza a Lindoro como una persona presuntuosa pero simple, con la mitad de inteligencia que su hermana Amaranta, la verdadera artífice de todos los enredos. Haydn se deleita ridiculizando al personaje con onomatopeyas cómicas sobre una fórmula rítmica repetida descaradamente. 
Amaranta se queda en escena con el sacerdote Melibeo, quien a cambio de su amor le promete un buen casamiento para su hermano con Celia. El aria con Accompagnato "Per te m'accese amore" dota a esta mujer vanidosa de otra música extraordinaria. El compositor propone una 1ª frase de gran lirismo seguida de unas figuraciones de fusas a cargo de los violines que simulan unas risotadas, con este recurso Amaranta queda perfectamente descrita en su fingida sinceridad, la mano certera de Haydn penetra en la psicología del personaje y nos ofrece retratos de contrastes y ambigüedad únicos. Toda la demostración adulatoria de esta mujer queda bruscamente interrumpida con el Accompagnato "Ma che strepito è questo" en el que las figuración de fusas se convierte en el elemento de desarrollo de esta nueva sección, prueba de la vocación sinfónica del autor y su elaboración temática. 
Sol menor es la tonalidad escogida para la brusca entrada del conde Perruchetto, su aria es un rabioso Presto en la que se mezcla el espíritu del "Sturm und drang" con la parodia, el aria es apasionada y cómica a la vez, en esa mezcla de sentimientos y estilos contradictorios que sólo Haydn es capaz de amalgamar y que culminará en su siguiente producción, el "Orlando Paladino", una joya única en su género en la que se entremezclan los sentimientos los géneros y los estilos de tal manera que resulta casi imposible diferenciarlos. Es un aria extrovertida que recoge la tradición de la "canción de taberna" y que anticipa las arias de esta tipología de los románticos (Donizetti, Wagner, Verdi...). Este personaje resulta fascinante a lo largo de la ópera, es uno de los mejores retratos de Haydn. 
Tras un recitativo, suena la primera aria de Melibeo, en Re mayor, con una orquestación muy original, además del fagot y los oboes utiliza las trompas y una trompeta entonando unos unísonos agresivos en fortissimo (ff). El aria es muy contrastada, juega con la dinámica de manera espectacular para caracterizar a este personaje fundamental de la ópera. Comienza con unas notas en piano que describen el lado sibilino del personaje y abruptos acordes en forte y los sorprendentes unísonos de los metales que destacan su carácter impositivo. Con todos estos elementos Haydn consigue un retrato vívido y realista, la música es amenazante y también cómica, en esa mezcla de caracteres tan aguda y ambigua, típica de Haydn. 
Para contrarrestar la furia anterior aparece Fileno con su hermoso Adagio “Dove, oh Dio, rivolgo il piede”. La noble línea melódica es introducida por los violines “con sordina” creando una atmósfera de tristeza que envuelve a este personaje sincero perteneciente al ámbito de la ópera “seria”.
Nerina es descrita totalmente en la introducción orquestal de su aria “È amore di natura”, donde el fagot canta una línea melódica insinuante mientras la orquesta le responde con enérgicos acordes y trémolos que pintan un personaje indeciso e inestable. El aria está articulada en 3 secciones: “Un poco andante”, “Adagio” y “presto”. Este tipo de estructuras complejas las utiliza Haydn para estos personajes complejos.
Cambio de escena, aparece el personaje central de esta obra, Celia (su nombre verdadero es Filide, cuyas letras juegan con la palabra –fidele- o sea fiel, fidelidad), sin previo recitativo, cantando la hermosa aria “Placidi ruscelletti”, un homenaje de Haydn a Gluck y su “che puro ciel” de “Orfeo y Euridice” también en Do mayor y con un acompañamiento similar. No es la única alusión a Gluck en esta ópera, ya veremos que en el Finale del 2º acto habrá alguna alusión o incluso parodiará al autor alemán.
Tras el encuentro con Celia y su aparente frialdad, Fileno estalla en su 2ª aria “Miseri affetti miei” en la infrecuente tonalidad de Sib mayor. Arranca con una introducción independiente a cargo de la orquesta de carácter furioso. Tras una pausa dramática, tan propia de Haydn y sus sorpresas, comienza el aria en la que la melodía del tenor en matiz piano parece simular el redoble de un tambor cuando sube un reo al patíbulo, el acompañamiento de las cuerdas consigue ese efecto con la indicación de “Staccatissimo”. Es una pieza compleja en 3 partes: la “introducción – Allegro di molto” de la orquesta, el “adagio” con el tema principal del solista y un “Presto” final con una sección de desarrollo modulante acompañada de una figuración de corcheas a modo de suspiros a cargo de los violines. Sin duda Fileno junto con Amaranta es uno de los personajes que adquiere un mayor desarrollo dramático a lo largo de los 3 actos.
Acto seguido un recitativo pone al borde del colapso a Amaranta que juega a dos bandas: Por un lado, comprometida con el sacerdote Melibeo y, a su vez, enamorada a primera vista del recién llegado Conde Perruchetto, fanfarrón y libertino que no desaprovecha oportunidad de galantear con cualquier dama hermosa que se le ponga delante, en este caso Nerina, situación que provoca el estallido de Amaranta en su gran aria “Vanne…fuggi…traditore!. Los estallidos de furia alternan con momentos melódicos de carácter doloroso en un acertado contrapunto entre la solista y los dos oboes. Hay que resaltar además de la inspiración de esta música, la infrecuente tonalidad de Si menor.

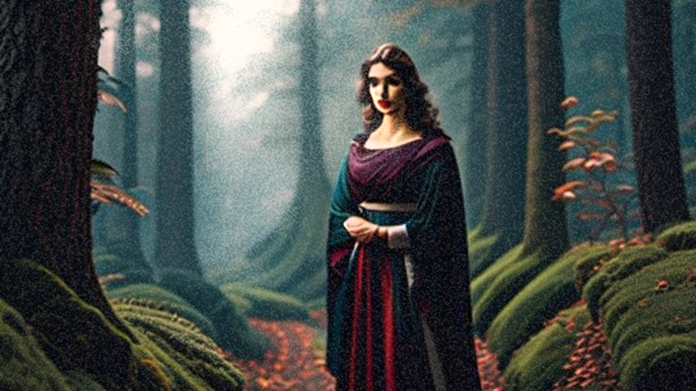
Celia en el bosque en busca de Fileno. 1º acto de La Fedeltà Premiata.

En el recitativo “Non occorrono pianti” Melibeo fuerza a Celia a casarse con Lindoro, lo que provoca en esta un abatimiento que da lugar a la maravillosa aria” Non soccorri un infelice” estructurada en 3 partes, Andante – Largo – Allegro, que describen a la perfección los estados anímicos por los que atraviesa la protagonista. El acompañamiento orquestal incluye oboes, fagot (instrumento que acompaña a la solista en el Andante y que despliega una hermosa y noble melodía) y 3 trompas que enriquecen la sonoridad particular de esta pieza.. La 1ª trompa aparece con un soberbio y difícil solo abriendo la 2º sección en la que Celia, en un estado de cierta enajenación mental, cree oír una voz, un lamento de su amado. La 3ª sección enlaza súbitamente con la anterior, sin aviso; es agitada y contiene coloraturas que denotan la fragilidad de su juicio, procedimiento que anticipa lo que hará en “Orlando Paladino”, “Armida” y "Orfeo", que son, a su vez un preludio de lo que hará Donizetti décadas después en “Lucia de Lammermoor”.
La segunda aria de Perruchetto es muy diferente de su primera intervención. El conde, cual Don Giovanni, se dedica a cortejar a Nerina. El aria está estructurada en 4 secciones: Allegro-Adagio-Allegro-Presto. La primera sección “Allegro” tiene un 1º motivo impetuoso, el segundo es sinuoso y elegante y aparecerá de nuevo, transformado, en el adagio en compás de 3/4 en un diálogo entre los violonchelos y violines que Mozart copiará literalmente en su "Don Giovanni". La 3ª sección es cómica y la 4ª hace la función de Coda y es francamente divertida. Sin duda el genio de Salzburgo quedó fascinado con esta obra.
Comienza el Finale del acto 1º.
Es de enormes dimensiones, 822 compases y unos 20 minutos de duración. Consta de 7 secciones y algunas de ellas divididas a su vez en subsecciones. La principal originalidad de este Finale es la sucesión de los números a intervalos de 3ª, lo que permite cambiar de tonalidad y mantener la continuidad del discurso, una idea revolucionaria y genial. El dominio de estas grandes estructuras por parte de Haydn es absoluto y no tiene parangón, la energía no decae en ningún momento y la tensión crece hasta el clímax final. El final del 2º acto de La Flauta Mágica es de similares dimensiones, pero contiene números más cerrados e independientes que carecen de la continuidad y la energía del modelo haydniano.
En este Finale se suceden una multitud de conjuntos vocales unidos por un instinto sinfónico, dentro de cada uno de ellos se desarrolla el tematismo al igual que hace en las sinfonías, cuartetos o sonatas, lo que le da una gran cohesión al discurso. Los tempi son variados y crean grandes contrastes, el autor para compensar la trepidante acción coloca estratégicamente las partes lentas, en este caso 2 “adagios”, para relajar la tensión y dotar de belleza y serenidad a la acción antes de reemprender la marcha de nuevo.
Acto 2º
El acto abre con un recitativo y la segunda aria de Lindoro en Fa mayor, de nuevo en compás de 6/8, bipartita, con la que el compositor deja patente que el personaje no evoluciona debido a su simpleza. Es un aria de revancha al no ser correspondido por Nerina, su segunda opción amatoria. Son muy originales los unísonos en modo menor que preceden el final de ambas secciones. Esta aria fue recuperada recientemente, era el único número que faltaba en los dos manuscritos incompletos que poseemos de esta ópera.
Tras un recitativo llega la segunda aria de Melibeo, en tempo Allegro y de nuevo en Re mayor. Resulta muy original el diseño de las partes de trompa: Si en la primera aria eran los sforzandi de los metales el "efecto especial", en esta lo que sorprende es el diseño de la parte de la 2ª trompa, con un fraseo oscilante de semitono que parece dibujar una serpiente, símbolo del siniestro espíritu del personaje, motivo que vuelve a aparecer en las secciones finales bajo el texto “Ché il merto d’una femmina svanisce coll’età” en clara alusión al pecado original. Los arrebatados pasajes en tonalidad menor dibujan perfectamente el carácter amenazante del sacerdote.
Fileno entra en escena con su tercera aria, muy alejada de su registro noble. El aria está en la brillante tonalidad de Sol mayor, consta de dos partes Allegro molto y Presto y podía ser perfectamente un aria de Perruchetto. Fileno se muestra vengativo e intenta seducir a Nerina (es el tercer candidato que lo intenta) en la presencia de Celia. Un bello pasaje cromático sobre nota pedal del bajo hace de enlace con la reexposición. Tras esta última irrumpe el Presto final en 6/8 en el que las figuraciones de semicorcheas de los violines parecen simular una burla, unas risotadas descaradas y los motivos melódicos siguientes tienen un marcado carácter frívolo. Al acabar el aria da la sensación que el noble y sincero Fileno se desdibuja y entra en una espiral autodestructiva que tendrá sus consecuencias hacia el final del acto.
Nerina intenta consolar a Celia que ha quedado en shock tras el espectáculo grotesco que acaba de protagonizar su amado. El aria “Volgi pure ad altr’oggetto”, Andante en Fa mayor, con un acompañamiento oscilante de las cuerdas pinta a una mujer algo sibilina que finge dulzura e intenta confundir a Celia. En realidad, Nerina ha quedado prendada de Fileno e intenta apartar a Celia de su camino. La segunda parte del aria “Vivace” con sus frases reiteradas retratan la obstinación de Nerina en convencer a Celia para que desista en su amor no correspondido.
El Coro de cazadores “Più la velva nell bosco non freme” rompe eficazmente la secuencia recitativo – aria y dota de una nueva energía a la acción con las características tonadas de trompas y maderas enfrentándose a las cuerdas en una escena brillante y de gran sonoridad.

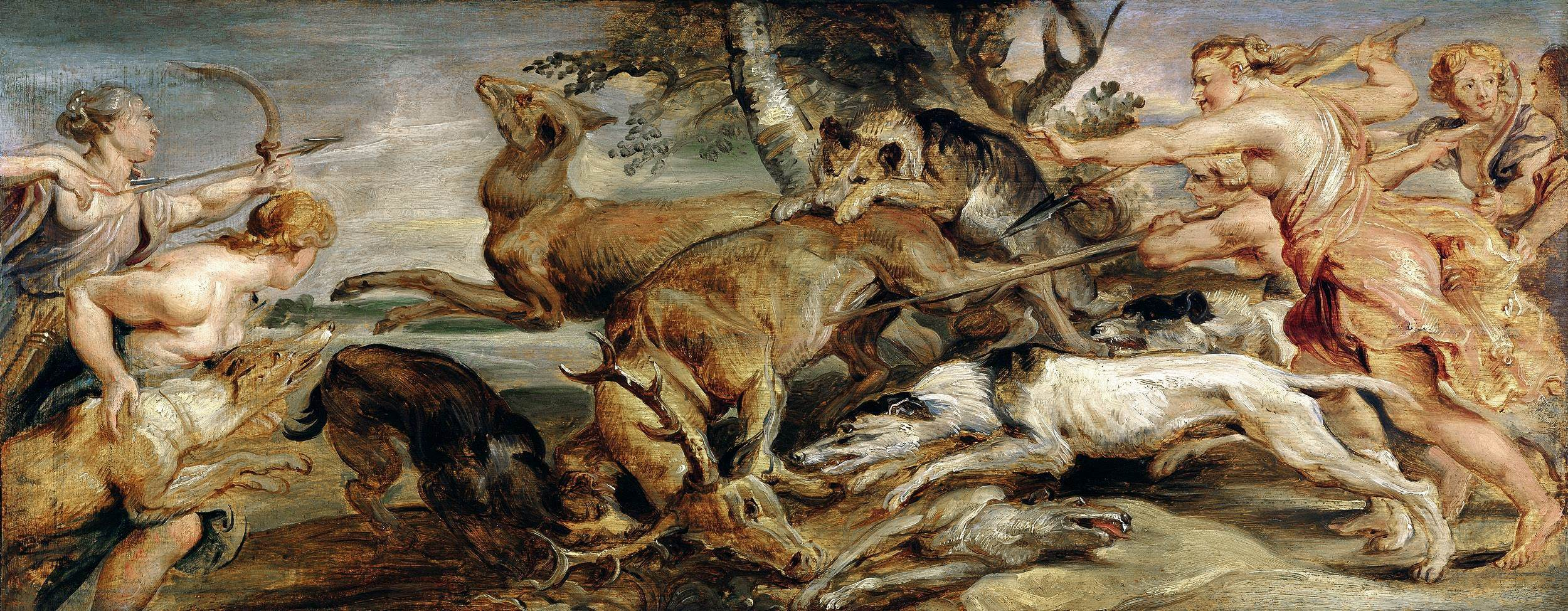
Cacería de Diana - Peter Paul Rubens.

Un breve recitativo nos conduce a la ruda aria en La mayor de Perruchetto. Es una muestra de los excesos del extravagante conde que llega al ridículo absoluto con una música rimbombante que deriva en una franca comicidad. La patética conducta del conde es retratada al milímetro por una orquesta totalmente descriptiva. El aria está en forma sonata bitemática con desarrollo y reexposición abreviada. Hacia el final aparece un tema conclusivo sobre las cuerdas al aire de las violas y cellos mientras el resto de la orquesta se entrega a un gran crescendo de gran efecto sonoro.
La vuelta del Coro de cazadores en versión abreviada da por finalizada esta brillante escena de caza, un género muy querido por el genio de Rohrau.
La proporción áurea queda perfectamente materializada con las siguientes escenas (IX a XI) que representan la cumbre emocional de esta ópera, se trata de 3 grandes monólogos de los principales protagonistas: Fileno, Celia y Amaranta. El procedimiento que utiliza Haydn para estas grandes “escenas–monólogo” es el Accompagnato con desarrollo temático, la gran innovación del genio de Rohrau en el género operístico, además del Finale de acto de carácter sinfónico. Este tipo de recitativo en manos de Haydn otorga a la orquesta una enorme capacidad para la pintura psicológica, creando retratos de gran profundidad en los que la orquesta describe los procesos psicológicos hasta el más mínimo detalle. Estas escenas tienen un claro color pre-romántico y la profundidad de los monólogos de Shakespeare o Calderón.

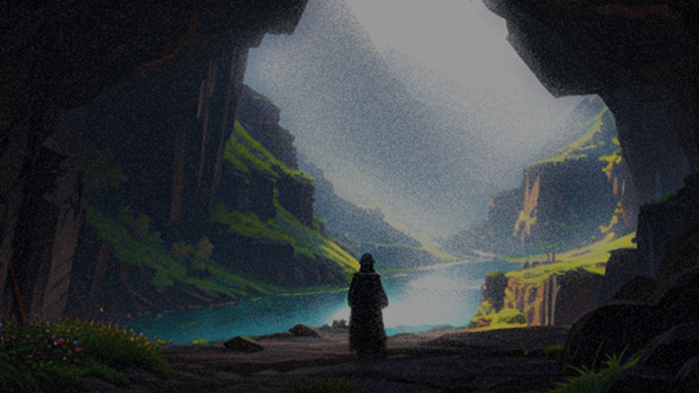
Intento de suicidio de Fileno. 2º acto de La Fdeltà Premiata.

Fileno, consciente de su deriva destructiva e incapaz de gestionar sus emociones entona su accompagnato “Bastano, bastano i pianti” en la soledad de una caverna, la orquesta anticipando el texto describe las lágrimas, la desesperación a través de motivos visuales, las lágrimas son descritas con corcheas staccatíssimo de los violines II, violas y cellos mientras los violines I entonan fórmulas de “lamento” y los grandes acordes de fusas de las cuerdas al completo el llanto desesperado. Es de gran belleza el momento en el que Fileno deja grabado en un árbol las palabras “Per… Filide… infedel… morí… Fileno” sobre el acompañamiento de la orquesta con acordes de semicorcheas modulantes para cada palabra de la inscripción, como si la misma orquesta estuviera realizando la incisión en el tronco.
El aria “Recida il ferro istesso” debuta abruptamente sin solución de continuidad, en la tonalidad infrecuente de Mi menor y en el mejor estilo “Strum und drang” de su música sinfónica. La idea de la muerte por suicidio revolotea durante toda el aria a través de un fuerte cromatismo y pasajes de gran hondura emocional, la agitación es casi continua, dejando apenas resquicios para respirar. Una gran pausa dramática resalta el momento en que se rompe el puñal y Fileno decide dirigirse a una gran roca para lanzarse al abismo. Un inesperado accompagnato ágil y tremendamente expresionista irrumpe con fuerza, llevando el dramatismo al límite a través de violentos acordes y grandes unísonos en cadenas de semicorcheas descendentes en fortíssimo (ff).
Celia aparece en escena, buscando desesperadamente a Fileno. El breve “recitativo secco” da paso al gran accompagnato en Mi mayor en 2 partes, en el que la orquesta de nuevo anticipa el texto: una hermosa frase a base de tresillos entrecortados describe las palpitaciones del corazón de Celia que intuye algo siniestro que está a punto de suceder, esos mismos tresillos, ahora en acordes y en crescendo, resaltan el momento en que Celia descubre la fatídica inscripción del árbol, momento en el que la orquesta estalla en un Presto con nuevos acordes dramáticos en tresillos modulantes que elevan la tensión al máximo. La 2ª parte del accompagnato describe la oscuridad que se cierne sobre ella con un diseño cromático descendente, el frío que la invade es descrito magistralmente con un fondo modulante que asciende cromáticamente, de una gran riqueza armónica. Una pausa dramática da paso al tema del espectro que Celia cree ver como la figura de su amado muerto, el espectro queda descrito por una frase de la trompa doblada por la flauta (esta melodía será la protagonista del aria “Ombra del caro bene”). El tema queda interrumpido por unos unísonos grandiosos a cargo de la orquesta al completo, con redoble de timbal, que producen un efecto fantasmagórico que llamó la atención de la crítica internacional de la época con entusiastas comentarios del “Mercure” de Francia.
El aria que le sigue es de gran factura, está en Re mayor y dividida en 2 partes contrastantes: La 1ª, Adagio, de atmósfera romántica, expone la melodía citada y describe el estado de enajenación transitorio por el que pasa Celia, los vientos responden con sombríos unísonos a los lamentos de la protagonista. La versión en Mi b mayor de esta aria con el solo de flauta nos hace creer que estamos oyendo la escena de la locura de “Lucia de Lammermoor”; aunque parezca sorprendente, no lo es tanto si tenemos en cuenta que las óperas de madurez de Haydn son el embrión de la ópera romántica, en mayor medida que el resto de sus contemporáneos, bastaría con escuchar sus lieder para comprender que el lenguaje de Haydn ya se rige por parámetros plenamente románticos. En la 2ª Parte “Allegro”, los vientos responden a las frases desesperadas de Celia, a modo de eco. La instrumentación es muy refinada y consigue una atmósfera muy apropiada para esta escena de locura.
El accompagnato “Barbaro Conte” supone la derrota de Amaranta y sus intrigas. Desesperada entona unas frases de lamento entre estallidos de rabia al verse burlada por Perruchetto, la música sigue de cerca el proceso psicológico de la desdichada entre melodías de lamento y pasajes enérgicos de fuerza dramática. El aria “Del amor mio fedele” estructurada en 2 partes, Largo – Presto, en la serena tonalidad de La mayor contiene una bellísima música, triste y consoladora a la vez, que transmite derrota y una enorme soledad. La orquesta acompaña a la solista con frases entrecortadas y sincopadas que simulan la respiración de la soprano en medio del llanto, todo resulta moderno y realista en esta refinada trama orquestal que parece envolver a la desolada heroína. La segunda parte es dramática y agitada y se desarrolla entre estallidos de ira con la orquesta a pleno rendimiento y la imploración de piedad con un hermoso motivo descendente en “figura de lamento” sujeto por las maderas en notas largas a la octava y las trompas de igual manera respondiendo a “modo de eco”.
Comienza el Finale del acto 2º.

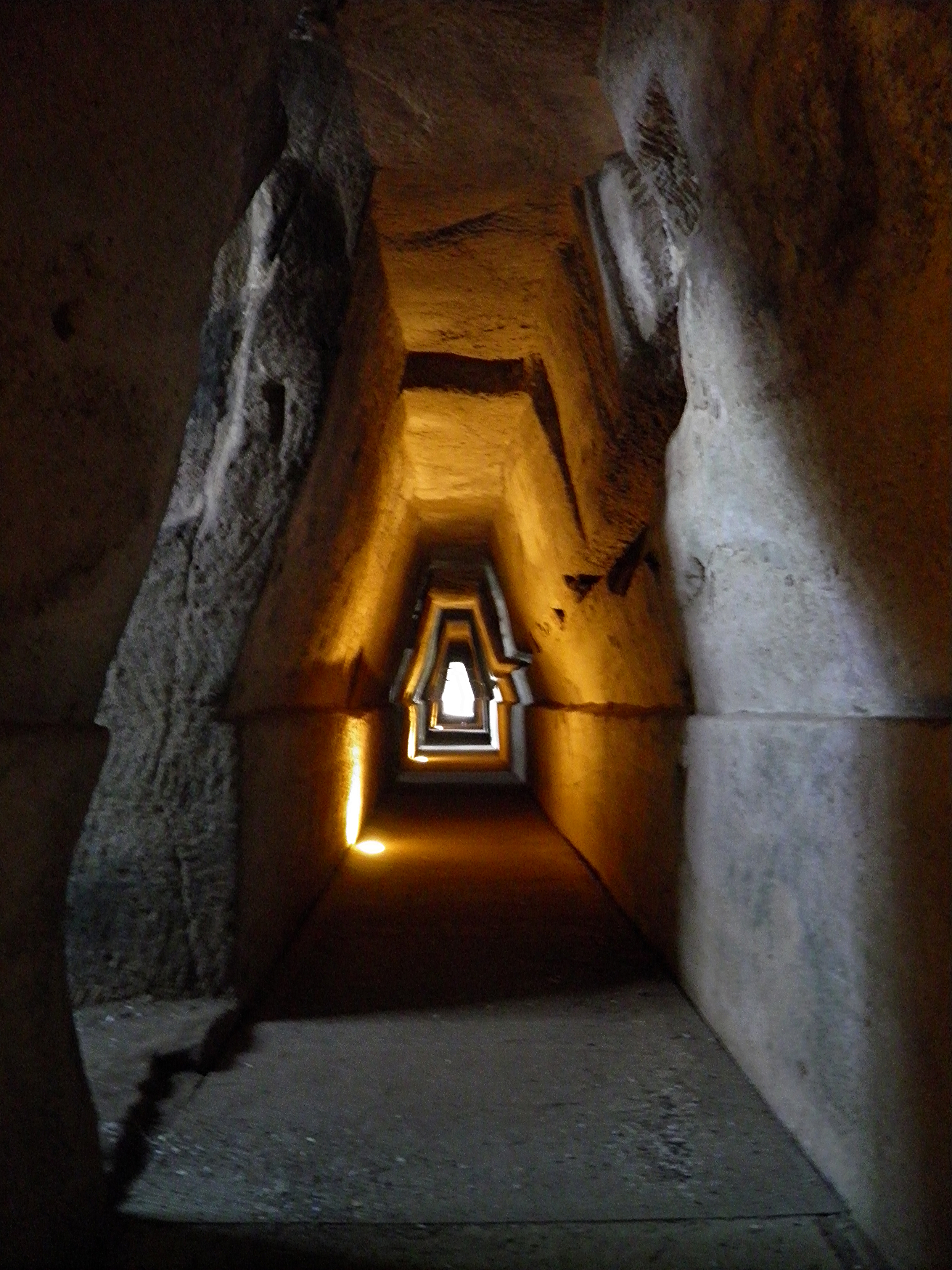
Entrada a la Cueva de la Sibila de Cumas

Está estructurado en 5 secciones principales y dos subsecciones. Es de grandes dimensiones y las partes son muy contrastadas entre sí. La 1ª, Adagio en Mi b mayor, empieza en una atmósfera inquietante, con los violines I en sordina y el resto de las cuerdas en pizzicato, las trompas responden a las réplicas de las cuerdas en un efecto de eco que describe un entorno misterioso. Súbito empieza la 2ª sección, Presto en Sol mayor, con Amaranta descontrolada al saber que Perruchetto ha sido apresado junto con Celia. Pide ayuda a Lindoro, Nerina y Fileno para liberar a su enamorado, la música es trepidante y las réplicas de los personajes se suceden con gran agilidad, al final todos entran en pánico con una orquesta que imita los motivos de las voces en contrapunto.
La 3ª sección es una parodia de “Orfeo y Eurídice” de Gluck, las maderas entonan un motivo luctuoso en Do menor que describe la procesión con los dos supuestos amantes encadenados y vestidos de blanco con diademas de flores a los que llevan al sacrificio, la sub-sección siguiente, Presto, parece ser otra parodia de Gluck, concretamente del coro “Chi mai Dell ‘Erebo” también en Do menor y en 3/4; El carácter en Haydn también es dramático. Sin solución de continuidad ataca la siguiente sección, nº 4 en Do mayor “Perfido cielo ingrato” en tempo Allegro con matices dramáticos y cómicos a la vez, en medio del drama Perruchetto desata la hilaridad de todos y la risa del público al lamentarse de la belleza que se va a perder el mundo si lo sacrifican en el altar de la diosa, en este momento la orquesta se lanza a un pasaje de tutti con “armonías a la húngara”, corcheas en Staccatissimo y sforzandi de las maderas y las trompas que resulta muy cómico.

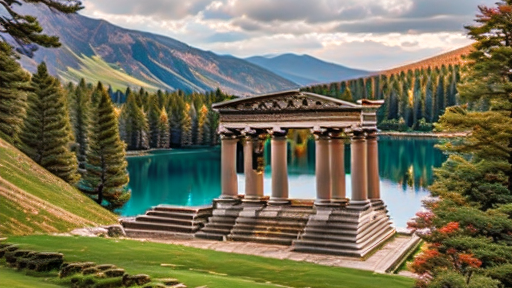
Recreación del altar de los sacrificios de Cumas

La 5ª sección en Mib mayor es trepidante, el nerviosismo está a flor de piel, en este breve sexteto cada personaje expresa sus propios sentimientos ante la multitud de pastores que conducen agresivamente a Celia y Perruchetto al altar del sacrificio, al fondo se oyen truenos que anuncian la cólera de la diosa Diana que está a punto de descender de los cielos hacia el templo para el holocausto, momento en que la orquesta al completo estalla en una épica sub-sección final “Allegro assai” en la que unos amenazantes unísonos descendentes describen la aparición de un monstruo sobre las aguas del lago. No tenemos las partes de trompetas y timbales, no obstante son relativamente fáciles de restituir; normalmente las trompetas doblaban a la octava a las trompas y los timbales añadían fórmulas rítmicas siguiendo las notas principales del bajo y redobles en las notas largas, sabemos que Haydn se reservaba esta opción para los teatros de gran tamaño. Estas partes las solía escribir aparte, según la ocasión: es lo que ocurre con el Finale 2º y Coro final de La Vera Costanza, el Finale 1º de “Orlando Paladino” y posiblemente la Obertura (de esta ópera si hay partes de trompeta y timbales del Finale del 2º acto, las del Coro Final se pueden extraer del contrafactum “Viva, viva il presidente e la nobil compagnia”) y el 3º acto de Armida. 
Acto 3º

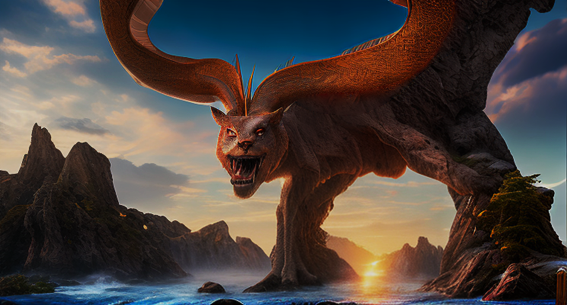
Recreación del Monstruo del lago de Cumas

Tras un recitativo secco llega uno de los puntos culminantes de la partitura, el duetto de los protagonistas; era una tradición en la época del autor y uno de los momentos más esperados. El 3º acto normalmente era breve y hacía las veces de desenlace de la acción, una vez superada toda la tensión dramática de los actos 1 y 2, es también el momento de la reconciliación de los amantes antes del coro de júbilo final, sin embargo, y esta es una característica que hace del libreto un tesoro de su época, el texto no solo no prevé la citada reconciliación, sino todo lo contrario, los amantes se reprochan sus actos y terminan distanciándose dolorosamente, circunstancia que el genio de Rohrau aprovecha para crear una de sus mejores y contrastadas páginas líricas. El duetto está estructurado en 2 secciones, la primera es un hermoso Adagio acompañado por la calidez de 3 trompas y las maderas, que aúna grandeza y melancolía, con una de sus características melodías llenas de nobleza y belleza en la que Celia expresa su profundo amor, mientras Fileno le replica de la manera más agria y desafiante con unos abruptos acordes y unas tensas modulaciones que aportan dramatismo. La originalidad de este duetto consiste en que la voz femenina en los fragmentos de conjunto no canta la voz principal sino el dúo a la tercera inferior, lo cual le da un color muy diferente al de los duetti de la época, de hecho es una anticipación romántica al Duetto de Don Pascuale de Donizetti "Tornami a dir che m'ami" que se rige por el mismo principio que el de Haydn. La 2ª parte es un Allegro enérgico en el que el contrasujeto dibuja dos líneas contrapuestas: los violines y oboes ascienden mientras el resto de las cuerdas y la flauta descienden, simbolizando el distanciamiento o ruptura sentimental, lo mismo ocurre con las agilidades, escalas ascendentes para Fileno y descendentes para Celia. Antes de la cadencia final ambos parecen discutir con un breve motivo que alterna entre ambos a la manera de stretta.

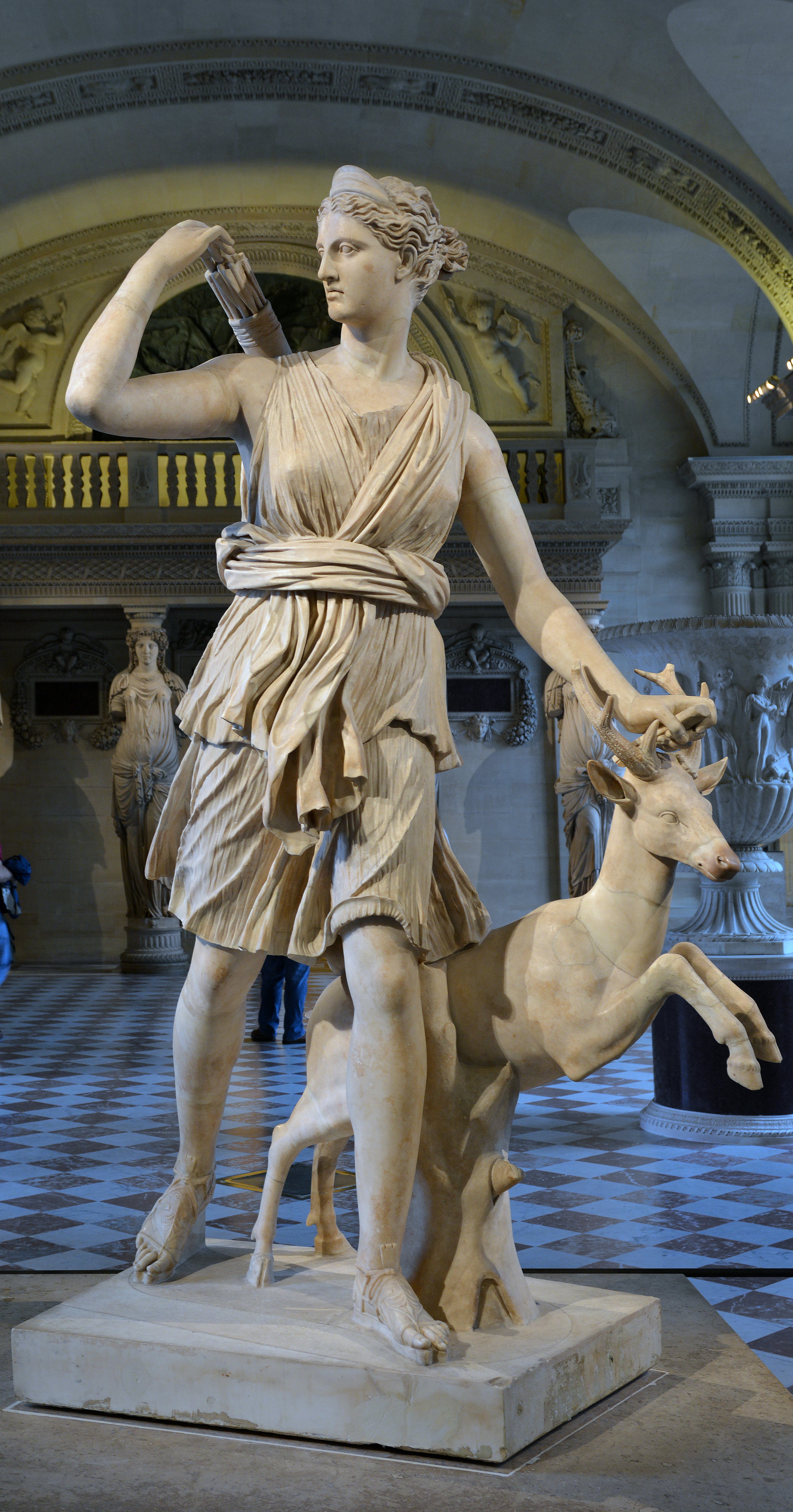
Diosa Diana de Versailles.

El último recitativo relata como Fileno se ofrece voluntario para ser engullido por el monstruo, salvando así a Celia y Perruchetto. Unas escalas de la orquesta describen cómo Fileno se lanza hacia el Monstruo, momento en el que suenan unas fanfarrias de trompas y oboes, que unidos a las cuerdas, anuncian la presencia de la diosa Diana; se trata de un amplio accompagnato en 4 tempi diferentes, Allegro – Allegro assai – Presto – Andante, en el que la Diosa, que simbólicamente encarna la razón ilustrada, impone la cordura y restablece la paz tras el delirio al que ha llegado la Comunidad de Cumas. Las referencias a la caza con el compás de 6/8 sustentan las frases de la diosa, que recompensa a las parejas Amaranta – Perruchetto por un lado, y Celia – Fileno por el otro, con un doble matrimonio.
El solemne y luminoso Final en Re mayor “Quanto più diletta e piace” (Tonalidad principal de la obra), en el que alternan los solistas con el Coro, pone un broche de oro a esta gran ópera, tal vez la más haydniana de todas las del genio austríaco. La atención al más mínimo detalle, la compleja simbología, el papel activo de la orquesta como un personaje más de la acción, la perfecta adaptación de la música a las inflexiones del texto, la complejidad psicológica en la caracterización de personajes y la belleza de esta música hacen de Haydn un verdadero innovador del género lirico moderno, tal y como lo conocemos, y el más claro precursor del Romanticismo.

## Fisonomía de una ópera
Entre las novedades que introduce Haydn cabe destacar: 
- La brusca interrupción de arias por recitativos accompagnato que crean un efecto dramático muy original, a la vez que alteran la sucesión regular de recitativo-aria (en "Per te m'accese amore"  el accompagnato "ma che strepito é questo!" o también en "Recida il ferro istesso" el accompagnato "Ah! mi si ruppe il dardo", un golpe de efecto teatral del autor).
- La asombrosa sucesión de tonalidades, arias con sostenidos en yuxtaposición a otras con varios bemoles, además de recurrir a tonalidades infrecuentes o novedosas como Si mayor, Si menor o Si bemol mayor.
- La inversión del orden de sucesión recitativo - aria por aria - recitativo ( "Per te m'accese amore", "Plascidi ruscelletti" o "Recida il ferro istesso") o la sucesión de dos arias sin recitativo.
- La gran variedad de formas en las arias, binaria, ternaria casi siempre sin "da Capo", con cabaletta, con desarrollo, interrumpidas, etc...todo un alarde en pro del pulso dramático que da esa fisonomía tan particular y contrastada a esta ópera.
- El magnífico y difícil solo de trompa del aria de Celia "Deh soccorri un' infelice" que describe magistralmente el estado pasajero de enajenación mental de la protagonista.
- El coro de cazadores del 2.º acto "Piú la belva".
- Las grandes escenas pre-románticas "bastano i pianti" de Fileno "Eterni Dei" de Celia o "Barbaro conte" de Amaranta.

Pero donde Haydn revoluciona definitivamente el género operístico es en los grandes finales de acto. Tanto el finale del acto 1.º como el del acto 2.º son de enormes dimensiones, sus partes se articulan en intervalos de 3ª, conformando fragmentos de gran nervio dramático y teatral en los que se van sumando sucesivamente los diferentes personajes hasta alcanzar un clímax final, todo ello potenciado con el lenguaje sinfónico de la orquesta haydniana. De estos grandes finales tomará nota Mozart para intentar lograr algo parecido en sus últimas óperas, con mayor o menor fortuna (salvo los espléndidos finale de "Don Giovanni" en general no alcanzan la modernidad estructural, sinfónica y teatral del prototipo haydniano y su energía acumulativa).  
Todos estos elementos hacen de "La Fedeltà Premiata" una de las óperas fundamentales del siglo XVIII. Bien sabía Haydn de la importancia de esta obra para el género operístico cuando hizo la siguiente afirmación: "Les aseguro que nunca hasta ahora se ha escuchado una obra de este tipo en París, y menos aún en Viena, mi desgracia es que vivo en el campo".

## Instrumentación
1 flauta, 2 oboes, 2 fagots, 3 trompas (1781), 2 trompetas, timbales, clave (continuo), cuerdas, coro mixto y solistas.
Referencias:

## Grabaciones
(Director/Nerina/Amaranta/Celia/Fileno/Lindoro/Perrucchetto/Melibeo)
- Doráti/Cotrubas/von Stade/Valentini-Terrani/Landy/Alva/Titus/Mazzieri, 1975, Philips
- Sándor/Zempléni/Kincses/Pászthy/Fülöp/Rozsos/Vághelyi/Gregor, 1977, Hungaroton
- Golub/Ciofi/Barcellona/Groop/Aler/Edwards/Schalkenbrand/Austin, 1999, Arabesque